# Despotovac
Despotovac (serbisk kyrilliskaː Деспотовац) är en liten stad i Serbien, som ligger 130 kilometer sydöst från huvudstaden Belgrad.

## Befolkning
År 2011 hade staden 4 212 invånare, medan kommunen hade en befolkning på 22 995 invånare.

## Etniska grupper
Etniska grupper i Despotovacs kommun 2011ː
- Serberː 21 612 (93,15%)
- Vlacherː 687 (2,96%)
- Romerː 244 (93,15%)
- Rumänerː 38 (0,16%)
- Montenegrinerː 21 (0,09%)
- Makedonierː 21 (0,09%)
- Muslimerː 21 (0,09%)
- Kroaterː 20 (0,09%)
- Albanerː 18 (0,08%)
- Jugoslaverː 16 (0,07%)
- Bulgarerː 14 (0,06%)
- Övrigaː 489 (2,11%)

## Bilder

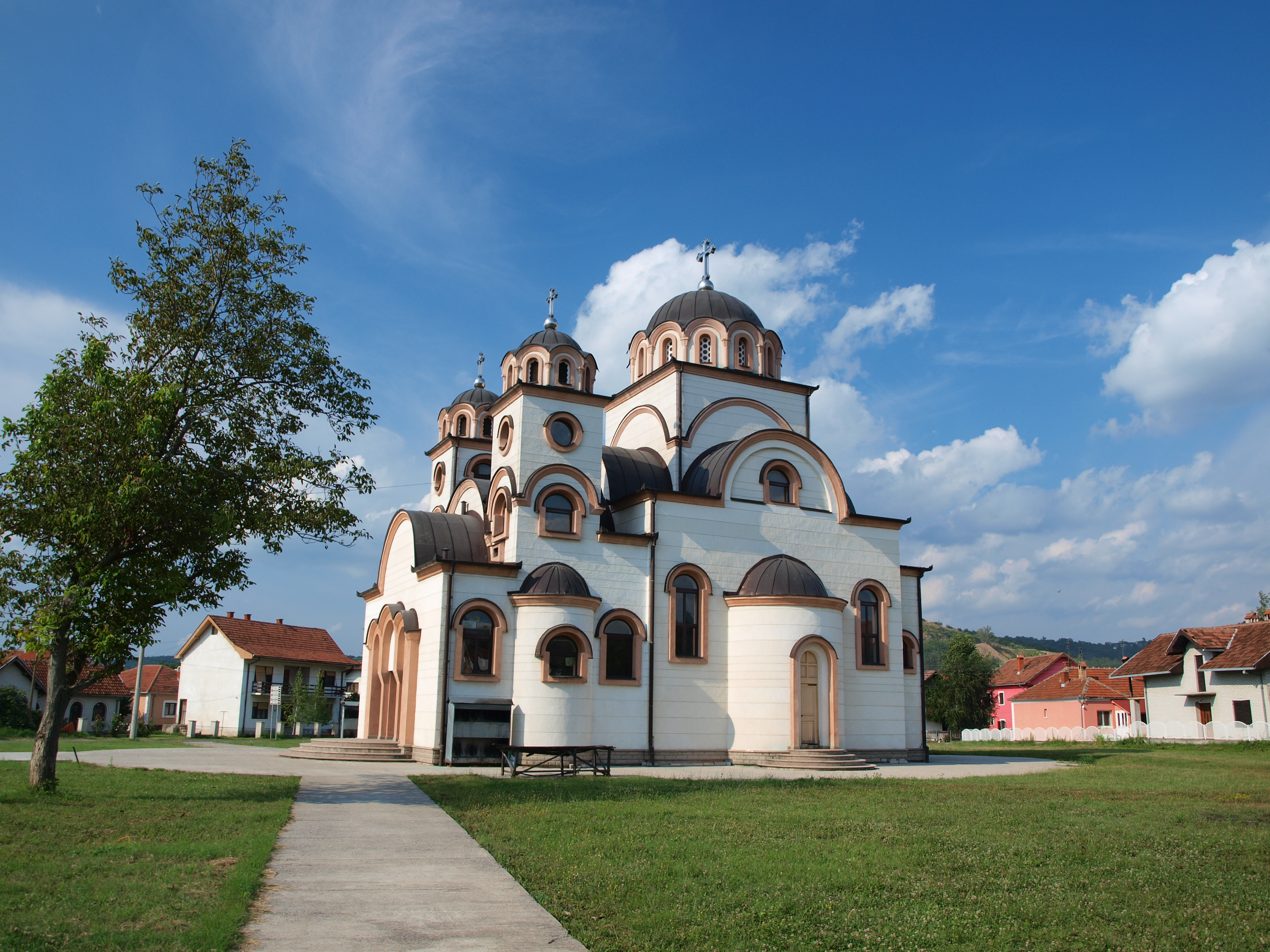
Helige despoten Stefan Lazarevićs kyrka
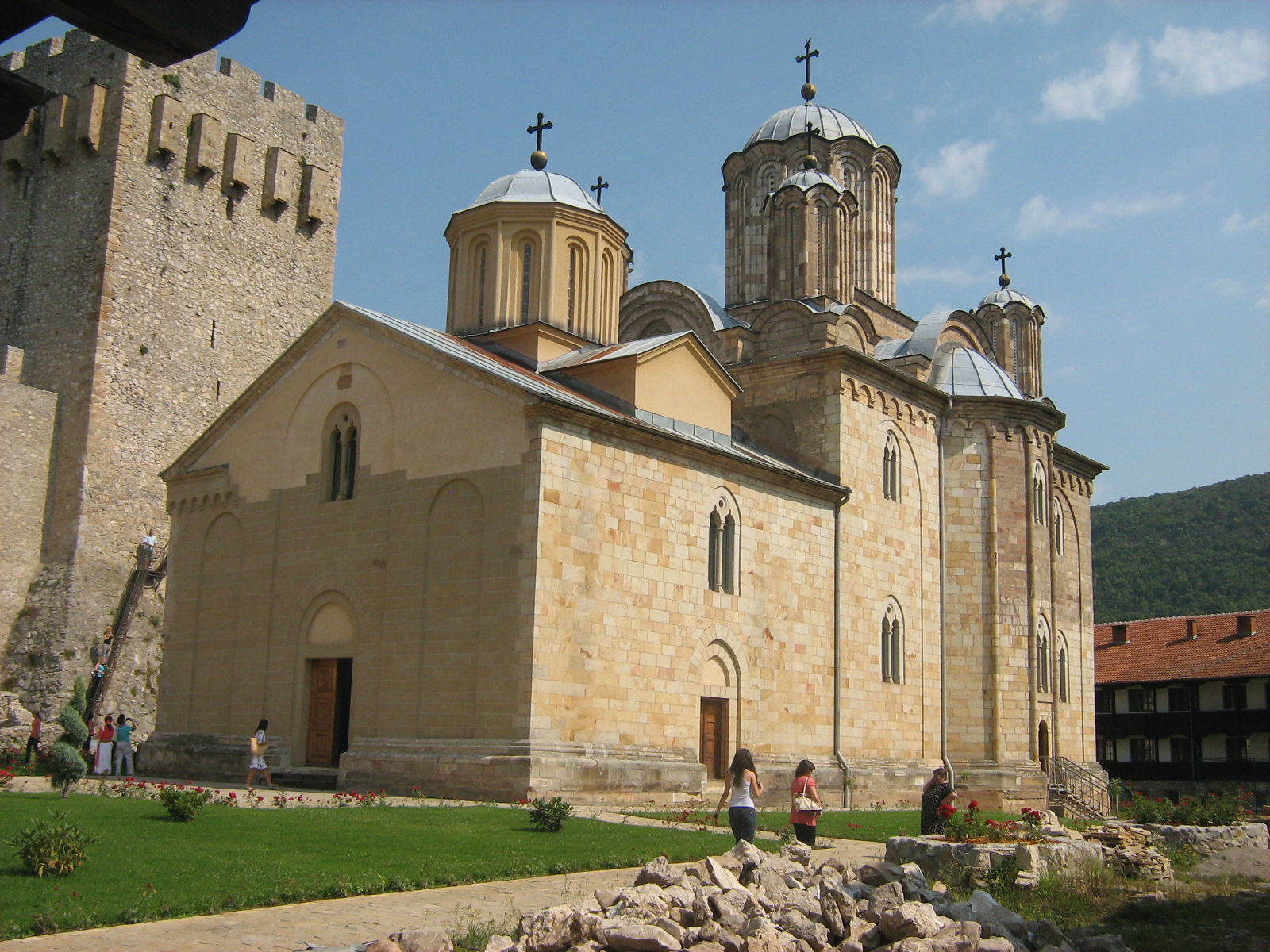
Manastir manasija
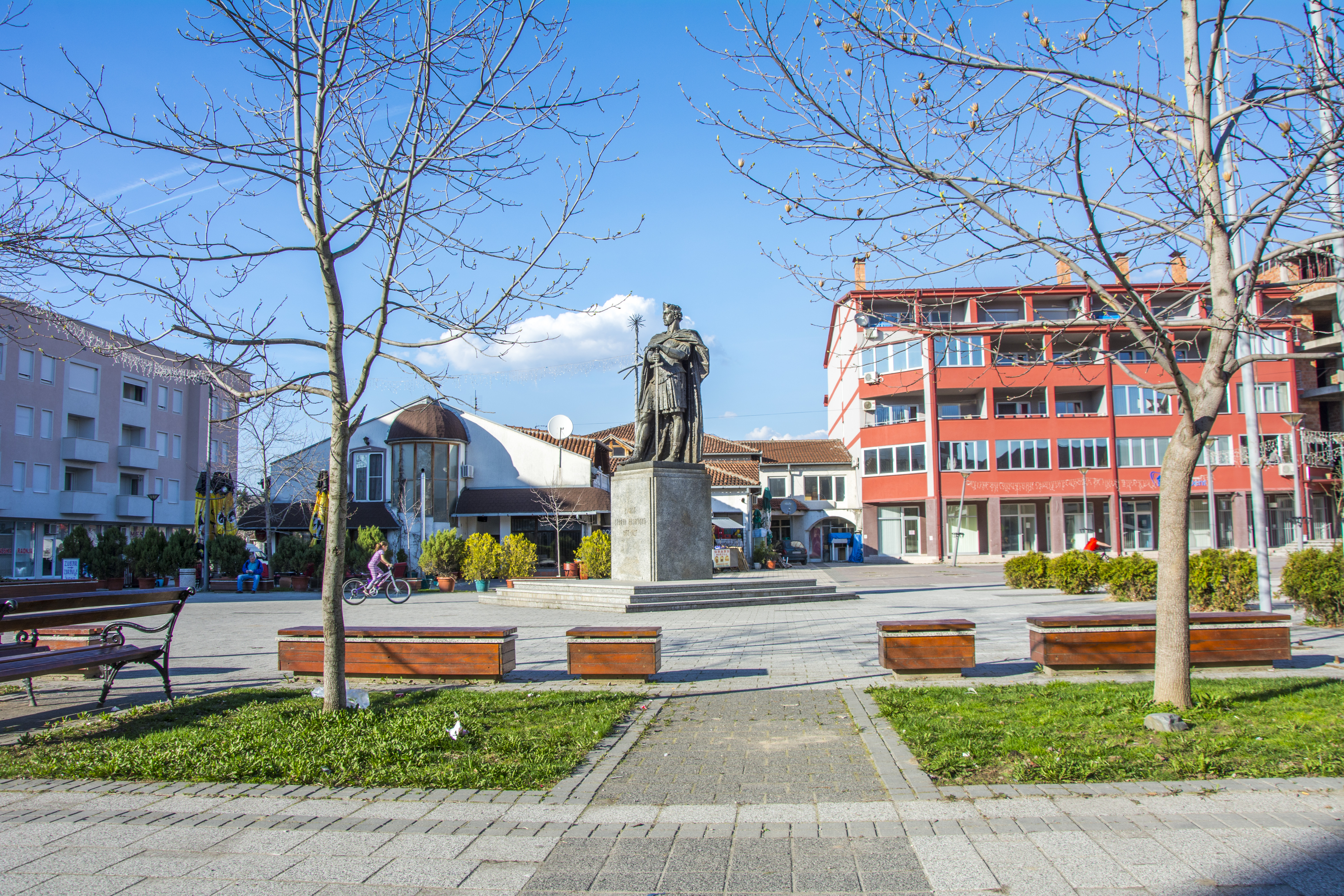
Park i Destpotovac